# Un aller simple (film, 2001)
Pour le roman et l'autre film, voir Un aller simple et Un aller simple (film, 1971).
Pour plus de détails, voir Fiche technique et Distribution.
Un aller simple est un film français de Laurent Heynemann sorti le 30 mai 2001. Ce film est adapté du roman homonyme de Didier Van Cauwelaert.

## Synopsis
Jean-Pierre, un attaché humanitaire qui travaille au ministère des Affaires Étrangères, accepte de reconduire un jeune clandestin, Aziz, dans ce qu'il croit être son pays d'origine.

## Fiche technique
- Titre : Un aller simple
- Réalisation : Laurent Heynemann
- Scénario : Albert Algoud, Laurent Heynemann et Didier Van Cauwelaert d'après son roman éponyme
- Assistant-réalisateur : Patrick Ardis, Nicolas Lévy-Beff, Rodolphe Tissot
- Photographie : Carlo Varini
- Montage : Marion Monestier
- Musique : Bruno Coulais

## Distribution
- Jacques Villeret : Jean-Pierre
- Barbara Schulz : Valérie
- Loránt Deutsch : Aziz
- Jean Benguigui : Place Vendôme
- Eva Ionesco : Clémentine
- Nathalie Krebs : Chantal
- Christophe Odent : Loupiac
- Wilfried Bosch : L'amateur de vahiné
- Melissa Maylee : Lila
- Christophe Aquilon : Sam, le gentil flic
- Jalil Naciri : Matéo
- Stéphane Jobert : Le commissaire
- Florence Hautier : La conductrice de la décapotable
- Luc Palun : Le flic arrestation
- Alexandre Pottier : Le photographe
- Gitano Family : Le camp de Gitans
- Antoine Gannagé : Le consul
- Salah Dizane et Hillal Boubker : Policiers à l'aéroport
- Razzouky Bouchaib : Le taxi
- Driss Roukhe : Omar
- Aziz Hobabi : Le médecin
- Mustapha Slaoui : Le guide oasis
- Evelyne Betouille : La râleuse de Morocco Tours